# Pereira X-28
Die Pereira X-28 Sea Skimmer war ein einsitziges Flugboot des Privatkonstrukteurs George Pereira. Es war nicht nur als Sea Skimmer, sondern auch als Osprey I bekannt. Die US Navy gab die Entwicklung des Flugzeuges durch das Naval Air Development Center als Teil einer Studie in Auftrag. Es sollte untersucht werden, ob kleine Zivilflugzeuge geeignet wären, Überwachungsflüge in Südostasien durchzuführen. Dies machte es erforderlich, dass das Flugzeug unter Sichtflugbedingungen fliegen konnte, sehr leicht war, nicht mehr als 5000 $ kostete und in Asien hergestellt werden konnte. Das Flugzeug war deshalb in Holzbauweise mit Sperrholzbeplankung hergestellt.
Der Erstflug fand am 12. August 1970 statt. Das einzige gebaute Exemplar der Pereira X-28 steht im Kalamazoo Aviation History Museum.

## Allgemeine Daten
| Kenngröße             | Daten                                     |
| --------------------- | ----------------------------------------- |
| Besatzung             | 1                                         |
| Leermasse             | 272 kg                                    |
| Startmasse            | 408 kg                                    |
| Höchstgeschwindigkeit | 217 km/h                                  |
| Dienstgipfelhöhe      | 5.500 m                                   |
| Reichweite            | 595 km                                    |
| Triebwerk             | ein Continental C-90-12 mit 66 kW (90 PS) |